# شهرستان شی (هبی)
شهرستان شی (به انگلیسی: Qi County) یک شهرستان در چین است که در هبی واقع شده‌است.